# Die sich selbst betrügen
Die sich selbst betrügen ist ein französischer Spielfilm aus dem Jahre 1958 in Form eines Zeit- und Sittenbilds über die damalige Jugend. Unter der Regie von Marcel Carné spielen eine Reihe von Nachwuchskünstlern, von denen sich zwei im darauffolgenden Jahrzehnt zu großen Stars entwickeln sollten: Jean-Paul Belmondo und Pierre Brice.

## Handlung
Paris, zur Zeit der Entstehung dieses Films (1958). Im Zentrum der Handlung steht eine Clique junger Leute, die sich, überwiegend aus großbürgerlichem Milieu oder wohlhabendem Hause stammend, sich dem süßen Nichtstun, der freien Liebe und kleinkriminellen Abenteuern hingibt. Da ist zunächst einmal Robert Letellier, von allen nur Bob genannt, ein wohlbehüteter Student und Sohn eines erfolgreichen Geschäftsmannes. Bob hat soeben seinen wissenschaftlichen Abschluss gemacht. Er freundet sich mit Alain an, einem rastlosen, nihilistischen und zynischen Jungen, der der vermeintlichen „Spießbürgerwelt“ den Kampf angesagt hat und seitdem seine eigenen Wege geht. Alain macht Bob mit seiner Welt bekannt, der Welt der Existenzialisten in Saint-Germain-des-Prés. Auf einer Megaparty lernt man die junge Gastgeberin Clo kennen, wie Bob ebenfalls aus reichem Hause, die sich gern treiben lässt und konsequent der Realität entzieht, sowie ihre beste Freundin Michèle, genannt Mic, eine bildhübsche Brünette mit Rehaugen, deren soziale Herkunft als eher bescheiden zu bezeichnen ist. Auch für sie ist, kaum flügge geworden, die persönliche Unabhängigkeit fern von der als nervend empfundenen Familie das höchste Ziel.
Obwohl sich Clo gleich den vergleichsweise schüchternen Bob unter den Nagel reißt, offenbart dieser doch eher Interesse an der sanften Mic. Es zeigt sich, dass sich der Einfluss des alle Normen negierenden „Lebenskünstlers“ Alain auf die Clique als ziemlich schädlich erweist. Alains und Clos Hochmut, Mics Anspruchsdenken – sie will einen Jaguar-Sportwagen, und zwar so schnell wie möglich – und die Ablehnung aller Konventionen – kriminelle Handlungen inklusive und die Gruppenkritik an Mics und Bobs erwachende Zuneigung zueinander, die als zutiefst „bourgeois“ angesehen wird – bringen erhebliche Spannungen unter die jungen Leute und die Gruppe an den Rand des Abgrunds. Dann wird nach einem One-Night-Stand Bobs auch noch Clo schwanger. Er sagt dieser zu, sie heiraten zu wollen. Mic ist erschüttert von diesen Neuigkeiten und rennt am Abend aus dem Haus ihrer besten Freundin. Sie springt in den Sportwagen, für den sich ihre Freunde ins Zeug gelegt haben, und rast wie verrückt davon. Dabei wird sie von den Lichtern eines entgegenkommenden Fahrzeug, eines Lasters, geblendet und von diesem Lkw erfasst. Mic stirbt auf dem Weg ins Krankenhaus. Die schrecklichen Ereignisse sind für Bob der Anlass, sein bisheriges Leben komplett zu überdenken.

## Produktionsnotizen
Die sich selbst betrügen, ein großer Publikumserfolg daheim in Frankreich, wurde vom 24. März bis zum 12. Juli 1958 gedreht und am 10. Oktober 1958 uraufgeführt. In Deutschland lief der Streifen am 2. Juni 1959 an.
Louis Wipf hatte die Produktionsleitung. Die Bauten wurden von Paul Bertrand gestaltet, die Kostüme entwarf Mayo. Einige Kleider wurden von Christian Dior entworfen. Andréas Winding war einfacher Kameramann unter Claude Renoirs Chefkamera.
Hauptdarsteller Jacques Charrier spielte hier seine erste reguläre Filmrolle. Auch für Laurent Terzieff, Claude Giraud und Jacques Perrin bedeutete Die sich selbst betrügen einen Karrierestart.

## Kritik
„Regisseur Marcel Carné stieg nach seiner schon fast kinohistorischen Huldigung an die romantischen ‚Kinder des Olymp‘ (Les Enfants du Paradis, 1944) zu den Kindern eines vollmotorisierten, alkoholbetriebenen, scheinbar sentiment-entleerten Hades hinab, zu einer Jungpariser Lebewelt-Clique in Saint-Germain-des-Prés. Diese saganische Generation der Jahrhundertmitte ist – so demonstriert Carné ein wenig langsam und bedeutsam, aber effektvoll – in ihren besseren Exemplaren trotz oder gerade wegen ihres ausgeräumten Innenlebens so liebebedürftig wie die Karmeliterinnen aus der ‚Begnadeten Angst‘. Der Regisseur, der auszog, das Bild einer neuen Generation zu entdecken, fand statt dessen ein Quartett faszinierend talentierter junger Schauspieler: Jacques Charrier, Andrea Parisy, Laurent Terzieff und vor allem Pascale Petit. So ist der Film ein durchaus schauenswerter Selbstbetrug.“

„Der Film ist von gestern in dem Versuch, die Wände sozialer Unterschiede einzureißen, die diese Jugend angeblich quälen. Er wirkt in seinem sentimentalen Ende – ebenfalls mit Effekten eines Thrillers (Verfolgungsjagd) – sogar ein wenig hilflos. Aber die große technische Meisterschaft dieser Bilderfolge und die Leidenschaftlichkeit, mit der die jungen Spieler diese kleinen Ungeheuer darstellen, fasziniert. Sehr viele schockierende Worte, die frisch über ihre Lippen kommen, weil sie ja so völlig ungehemmt sein müssen, würden den meisten Erwachsenen nicht so leicht gelingen. Mag sein, daß viele von ihnen nach diesem Kinobesuch junge Menschen mit ganz anderen Augen sehen werden. Arme Jugend… .“

„Marcel Carné, der Regisseur von ‚Kinder des Olymp‘, wendet sich zeitgenössischen Problemen zu und entwirft ein düsteres Bild der vom Existentialismus und Nihilismus befallenen Nachkriegsjugend im Frankreich der 50er Jahre. Auf Grund der oft angestrengt drastischen Schilderung einer selbstzerstörerischen Rebellion seinerzeit bei Kritik und Publikum heftig umstritten.“